# VPvB-Stoff
Ein vPvB-Stoff ist ein chemischer Stoff, der sehr persistent (very persistent, vP) und sehr bioakkumulativ (very bioaccumulative, vB) ist, gemäß den Kriterien im Anhang XIII der REACH-Verordnung nach Artikel 57e. In der schweizerischen Chemikalienverordnung wird im Artikel 4 auf die REACH-Verordnung verwiesen.

## Definition
Folgende Kriterien für die Persistenz und für das Bioakkumulationspotential müssen erfüllt sein:
|                            | Persistenz (vP) | Bioakkumulation (vB) |
| -------------------------- | --- | -------------------- |
| Kriterien (oder-verknüpft) | Halbwertzeit: • in Meer- oder Süßwasser oder Flussmündungen > 60 Tage • in Meer- oder Süßwasser- oder Flussmündungssediment > 180 Tage • im Boden > 180 Tage | BCF > 5000           |

Stoffe, die diese Kriterien erfüllen, können in die Liste der besonders besorgniserregenden Stoffe und später ggf. in den Anhang XIV von REACH (Verzeichnis der zulassungspflichtigen Stoffe) aufgenommen werden.